# Курклі
Курклі — село в Лакському районі Дагестану.
Знаходиться на лівобережжі Казі-Кумухського Койсу в центрі Віцхінського магалу, на відстані 18 км від райцентру.
У 1886 році в селі було 209 дворів, 947 мешканців, які утримували 8566 голів овець. В 1914 населення вже сягнуло 1021 осіб.
У 1912 відкрито початкову школу, де навчалося 8 хлопчиків та 4 дівчинки. В кінці 20-х років організовано колгосп.